# Lucia Dalmasso
Lucia Dalmasso (* 28. Mai 1997 in Feltre) ist eine italienische Snowboarderin. Sie startet in den Paralleldisziplinen.

## Werdegang
Dalmasso nahm im Januar 2017 in Livigno erstmals am Europacup teil und belegte dabei die Plätze 46 und 36 im Parallel-Riesenslalom. Im Snowboard-Weltcup startete sie erstmals im Dezember 2018 im Carezza, wobei sie den 40. Platz im Parallel-Riesenslalom errang. In der Saison 2020/21 holte sie im Parallel-Riesenslalom in Villnöß ihren ersten Sieg im Europacup und erreichte zum Saisonende den vierten Platz in der Parallelwertung. Zudem wurde sie im März 2021 italienische Meisterin im Parallel-Riesenslalom und Parallelslalom. In der Saison 2021/22 kam sie Weltcup dreimal unter den ersten Zehn und zum Saisonende auf den 17. Platz im Parallel-Weltcup. Beim Saisonhöhepunkt, den Olympischen Winterspielen 2022 in Peking, fuhr sie auf den 29. Platz im Parallel-Riesenslalom. In der folgenden Saison errang sie mit sieben Top-Zehn-Platzierungen den zehnten Platz im Parallelslalom-Weltcup, den achten Platz im Parallel-Weltcup und den siebten Platz im Parallel-Riesenslalom-Weltcup. Dabei erreichte sie mit dem dritten Platz im Teamwettbewerb in Berchtesgaden und dem zweiten Rang im Parallel-Riesenslalom in Blue Mountain ihre ersten Podestplatzierungen im Weltcup. Bei den Weltmeisterschaften 2023 in Bakuriani wurde sie Achte im Parallelslalom und jeweils Vierte im Teamwettbewerb sowie im Parallel-Riesenslalom. 
Nach Platz fünf im Parallel-Riesenslalom beim Weltcup im Carezza zu Beginn der Saison 2023/24, kam Dalmasso im Parallel-Riesenslalom in Cortina d’Ampezzo sowie im Parallelslalom in Davos jeweils auf den zweiten Platz und holte im Parallel-Riesenslalom in Scuol ihren ersten Weltcupsieg. Zudem belegte sie in Bad Gastein den zweiten Platz im Teamwettbewerb. Im Februar 2024 wurde sie italienische Meisterin im Parallel-Riesenslalom und Parallelslalom. Zum Saisonende siegte sie im Teamwettbewerb in Winterberg sowie fuhr dort im Parallelslalom auf den dritten Platz und beendete die Saison jeweils auf dem vierten Platz im Parallel sowie im Parallelslalom-Weltcup und auf dem dritten Rang im Parallel-Riesenslalom-Weltcup.

## Teilnahmen an Weltmeisterschaften und Olympischen Winterspielen

### Olympische Winterspiele
- 2022 Peking: 29. Platz Parallel-Riesenslalom

### Snowboard-Weltmeisterschaften
- 2023 Bakuriani: 4. Platz Parallelslalom Team, 4. Platz Parallel-Riesenslalom, 8. Platz Parallelslalom
- 2025 Engadin: 9. Platz Parallel-Riesenslalom

## Weltcupsiege und Weltcup-Gesamtplatzierungen

### Weltcupsiege

#### Weltcupsiege im Einzel
| Nr. | Datum            | Ort     | Disziplin             |
| --- | ---------------- | ------- | --------------------- |
| 1.  | 13. Januar 2024  | Scuol   | Parallelslalom        |
| 2.  | 7. Dezember 2024 | Yanqing | Parallel-Riesenslalom |

#### Weltcupsiege im Team
| Nr. | Datum         | Ort        | Disziplin             |
| --- | ------------- | ---------- | --------------------- |
| 1.  | 10. März 2024 | Winterberg | Parallelslalom Team 1 |

### Weltcup-Gesamtplatzierungen
| Saison  | Parallel | Parallel | Parallel-Riesenslalom | Parallel-Riesenslalom | Parallelslalom | Parallelslalom |
| Saison  | Punkte   | Platz    | Punkte                | Platz                 | Punkte         | Platz          |
| ------- | -------- | -------- | --------------------- | --------------------- | -------------- | -------------- |
| 2018/19 | 42,5     | 57.      | 42,5                  | 55.                   | -              | -              |
| 2019/20 | 20       | 56.      | -                     | -                     | 20             | 43.            |
| 2020/21 | 36       | 32.      | 36                    | 28.                   | -              | -              |
| 2021/22 | 162      | 17.      | 95                    | 19.                   | 67             | 16.            |
| 2022/23 | 365      | 8.       | 227                   | 7.                    | 138            | 10.            |
| 2023/24 | 580      | 4.       | 330                   | 3.                    | 250            | 4.             |
| 2024/25 | 433      | 12.      | 324                   | 9.                    | 109            | 11.            |